# تپه چال لی دره یوخاری سی
تپه چال لی دره یوخاری سی در شهرستان بوئین‌زهرا، بخش آبگرم، روستای رزک واقع شده و این اثر در تاریخ ۱۹ اسفند ۱۳۸۰ با شمارهٔ ثبت ۴۸۳۴ به‌عنوان یکی از آثار ملی ایران به ثبت رسیده است.